# Sibioara
Sibioara – wieś w Rumunii, w okręgu Konstanca, w gminie Lumina. W 2011 roku liczyła 433 mieszkańców.